# La ley del corazón
La ley del corazón (doslova Zákon srdce) je kolumbijská telenovela produkovaná a vysílaná stanicí RCN Televisión od 28. listopadu 2016 do 22. dubna 2019. V hlavních rolích hráli Luciano D' Alessandro a Laura Londoño.

## Obsazení
| Herci/Herečky        | Postavy                |
| -------------------- | ---------------------- |
| Luciano D'Alessandro | Pablo Domínguez        |
| Laura Londoño        | Julia Escallón         |
| Sebastián Martínez   | Camilo Borrero         |
| Iván López           | Nicolás Ortega         |
| Mabel Moreno         | María del Pilar Garcés |
| Lina Tejeiro         | Catalina Mejía         |
| Rodrigo Candamil     | Alfredo Duperly        |
| Manuel Sarmiento     | Iván Estéfan           |
| Mario Ruíz           | Elías Rodríguez        |
| Yesenia Valencia     | Rosa Ferro             |
| Carlos Benjumea      | Hernando Cabal         |
| Judy Henríquez       | Carmen                 |
| Juan Pablo Barragán  | Marcos Tibatá          |